# Тоёура
Тоёура (яп. 豊浦町 Тоёура-тё:) — посёлок в Японии, находящийся в уезде Абута округа Ибури губернаторства Хоккайдо. Площадь посёлка составляет 233,54 км², население — 4354 человека (30 июня 2014), плотность населения — 18,64 чел./км².

## Географическое положение
Посёлок расположен на острове Хоккайдо в губернаторстве Хоккайдо. С ним граничат посёлки Тояко, Куромацунай, Осямамбе, Ранкоси, Нисеко и село Маккари.

## Население
Население посёлка составляет 4354 человека (30 июня 2014), а плотность — 18,64 чел./км². Изменение численности населения с 1980 по 2005 годы:
| 1980 | 6424 чел. |  |
| 1985 | 6112 чел. |  |
| 1990 | 5790 чел. |  |
| 1995 | 6121 чел. |  |
| 2000 | 5286 чел. |  |
| 2005 | 4771 чел. |  |

## Символика
Деревом посёлка считается слива японская, цветком — хризантема.